# Mortero-pala 37 mm
El mortero-pala 37 mm era un mortero ligero soviético que fue empleado en la Segunda Guerra Mundial. Se produjo desde 1939 hasta fines de 1941.

## Descripción
El arma es un dispositivo con doble propósito, puesto que también puede emplearse como una pala. Al retirarle el soporte del mango, la hoja de la pala se fija en posición como la placa base para el mortero. Aparentemente fue destinada para servir como arma de fuego de apoyo para cualquier soldado, ya que fue diseñada para ser empleada por un solo hombre. No tiene mecanismos de puntería y el soldado simplemente alineaba el mortero con su blanco. El soldado llevaba 15 proyectiles de mortero en una correa de lona.
Los morteros-pala capturados por el Ejército alemán recibieron la designación 3.7 cm Spatengranatwerfer 161(r), aunque la designación oficial soviética era simplemente Mortero 37 mm (en ruso: 37-мм Миномет). Es probable que el arma fue un intento por incrementar el poder de fuego de las unidades de infantería soviéticas. Una bocacha lanzagranadas (que el Ejército Rojo también tenía) puede lanzar granadas del mismo peso, pero es más lenta de recargar y precisa emplear un cartucho de fogueo especial para lanzar la granada. El mortero-pala fue empleado durante la Guerra de Invierno con Finlandia, donde el arma demostró ser ineficaz ante las gruesas capas de nieve. Fue empleado en el Frente del Este durante las primeras etapas de la invasión alemana, pero fue retirado de servicio después de 1942.
Durante la Guerra entre Irán e Irak, el Ejército iraní desarrolló un dispositivo similar, el mortero de marisma 37 mm. Este sería empleado en terrenos pantanosos, ya que el calibre 37 mm es el tamaño máximo de proyectil cuyo retroceso no incrusta el mortero en el suelo blando.  

## Galería

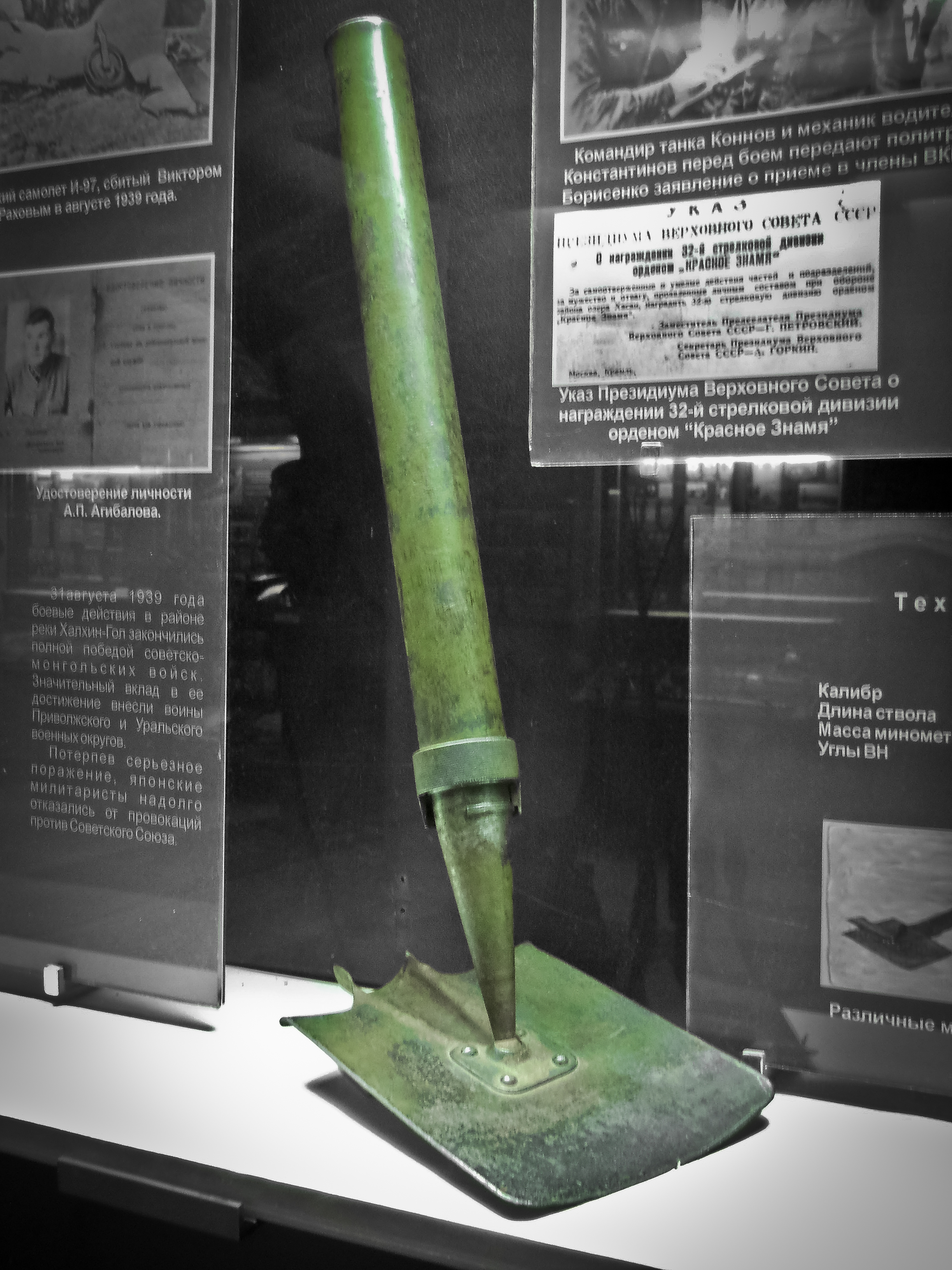
El mortero-pala 37 mm de un museo ruso.
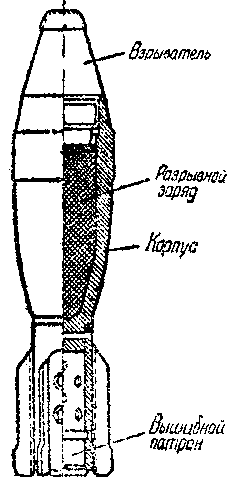
Esquema del proyectil de 37 mm.